# Transjuranien

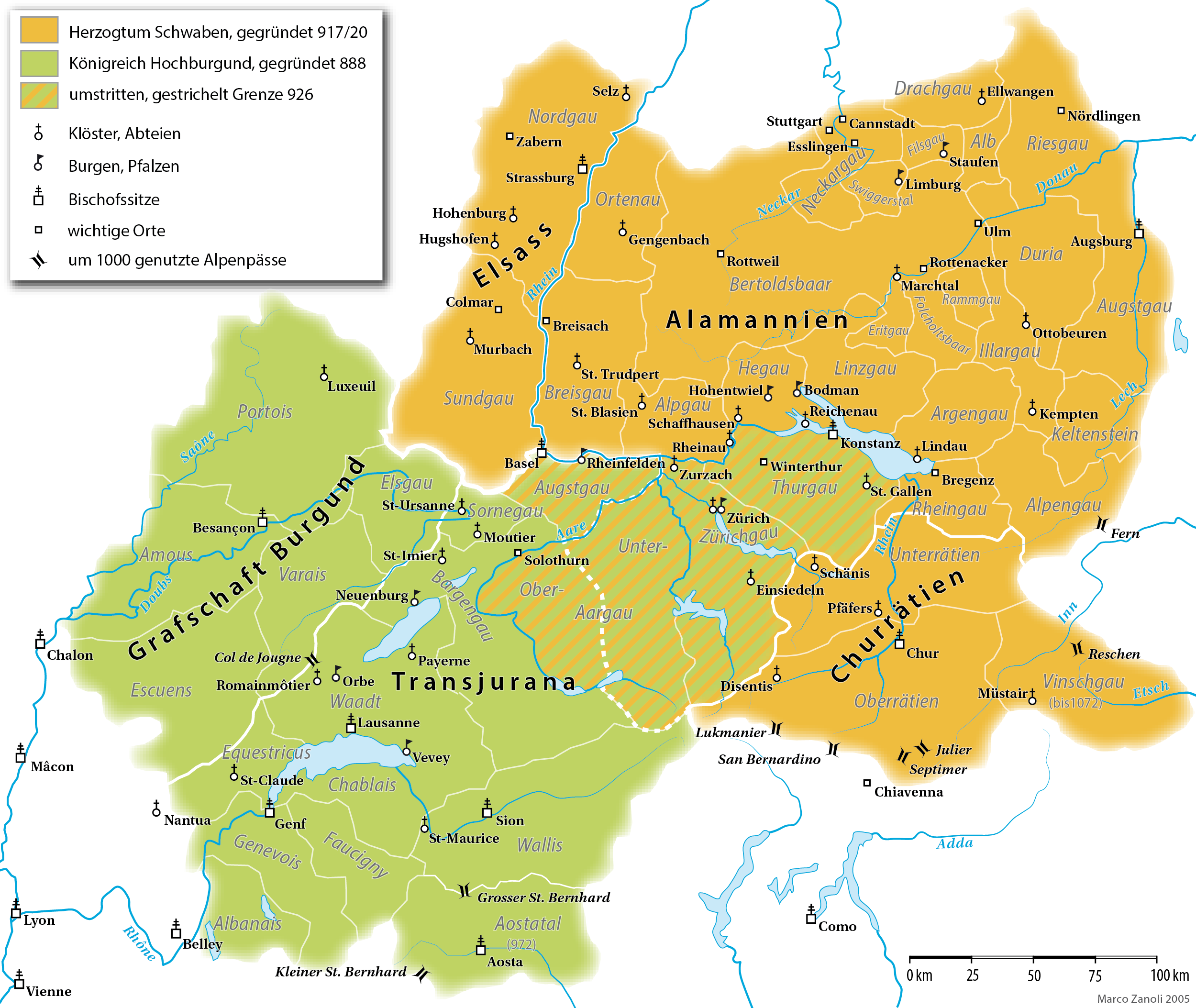
Hochburgund mit Transjuranien zw. Genfer- u. Neuenburgersee im 10. Jahrhundert

Transjuranien (lateinisch Burgundia Transiurana, französisch Bourgogne transjurane, deutsch auch Hochburgund) war seit 888 die Bezeichnung für den deutschen Teil des zerfallenden Königreichs Burgund, der (von Westen aus gesehen) jenseits des Jura, aber auch vor dem Alpenhauptkamm lag, also im Wesentlichen dem Territorium der heutigen westlichen Schweiz entspricht, und in dem Rudolf I. als Herzog regierte. Wesentliche Städte des Gebiets waren Genf, Lausanne und Sion, die Nordseite des Alpenübergangs am Grossen St. Bernhard gehörte ebenfalls dazu.
Das Territorium war zur Zeit der Karolinger ein Herzogtum, später eine Markgrafschaft. Herzog war der Bosonide Hugbert, der Sohn des Boso von Arles und – durch seine Schwester Teutberga – Schwager des Königs Lothar II. von Lothringen; als Lothar Teutberga 857 wegen behaupteter Unzucht verstieß, erhob sich Hugbert gegen seinen Schwager und trat zu Karl dem Kahlen über. 859 gab Lothar Transjuranien an seinen Bruder Ludwig II. weiter, der dem aufständischen Hugbert in Person des Welfen Konrad II. von Auxerre militärisch entgegentrat. Hugbert unterlag Konrad und verlor 864 sein Leben.
866 wurde Konrad von Auxerre zum Markgrafen von Transjuranien und damit Nachfolger Hugberts ernannt; 872 folgte ihm sein Sohn Rudolf, der 888 nach dem Tod Karls des Dicken vom Zerfallsprozess des Karolingerreichs profitierte und sich in Saint-Maurice-d'Agaune von den Baronen zum König von Hochburgund ausrufen ließ.
Die Markgrafschaft Transjuranien ging in dem neu geschaffenen Königreich auf.